# Grete Eweler
Grete Eweler-Froboese (* 1899 in Essen als Margarete Eweler; † nach 1959) war eine deutsche Geigerin.

## Leben
Ersten Unterricht hatte Grete Eweler in Essen durch den dortigen Konzertmeister Alexander Cosmann. Bereits 1912 trat sie, begleitet von ihrer Schwester Marta (auch Martha) Eweler (Klavier) mit einem Violinkonzert von Charles-Auguste de Bériot auf. Sie studierte dann von 1916 bis 1920 als Schülerin von Bram Eldering am Konservatorium der Musik in Cöln. Während ihres Studiums gewann sie im Oktober 1919 zur Hälfte das Felix-Mendelssohn-Bartholdy-Staatsstipendium für ausübende Tonkünstler.
Zwischen 1927 und 1930 erschien sie auf zahlreichen Homocord-Schallplatten als Solistin (oft in Begleitung von Felix Günter), Leiterin eines Salonorchesters oder Gesangsbegleitung.
In einer Kritik der Wiener Zeitung Freiheit! wird sie als „vorzügliche Violinistin“ bezeichnet. Anfang 1936 heiratete sie in Seeburg den Pathologen Curt Froboese und verlegte ihren Wohnsitz von Düsseldorf nach Berlin, wo sie ihre Karriere bis mindestens 1959 als Grete Eweler-Froboese fortsetzte und unter anderem Aufnahmen mit Dietrich Fischer-Dieskau machte.

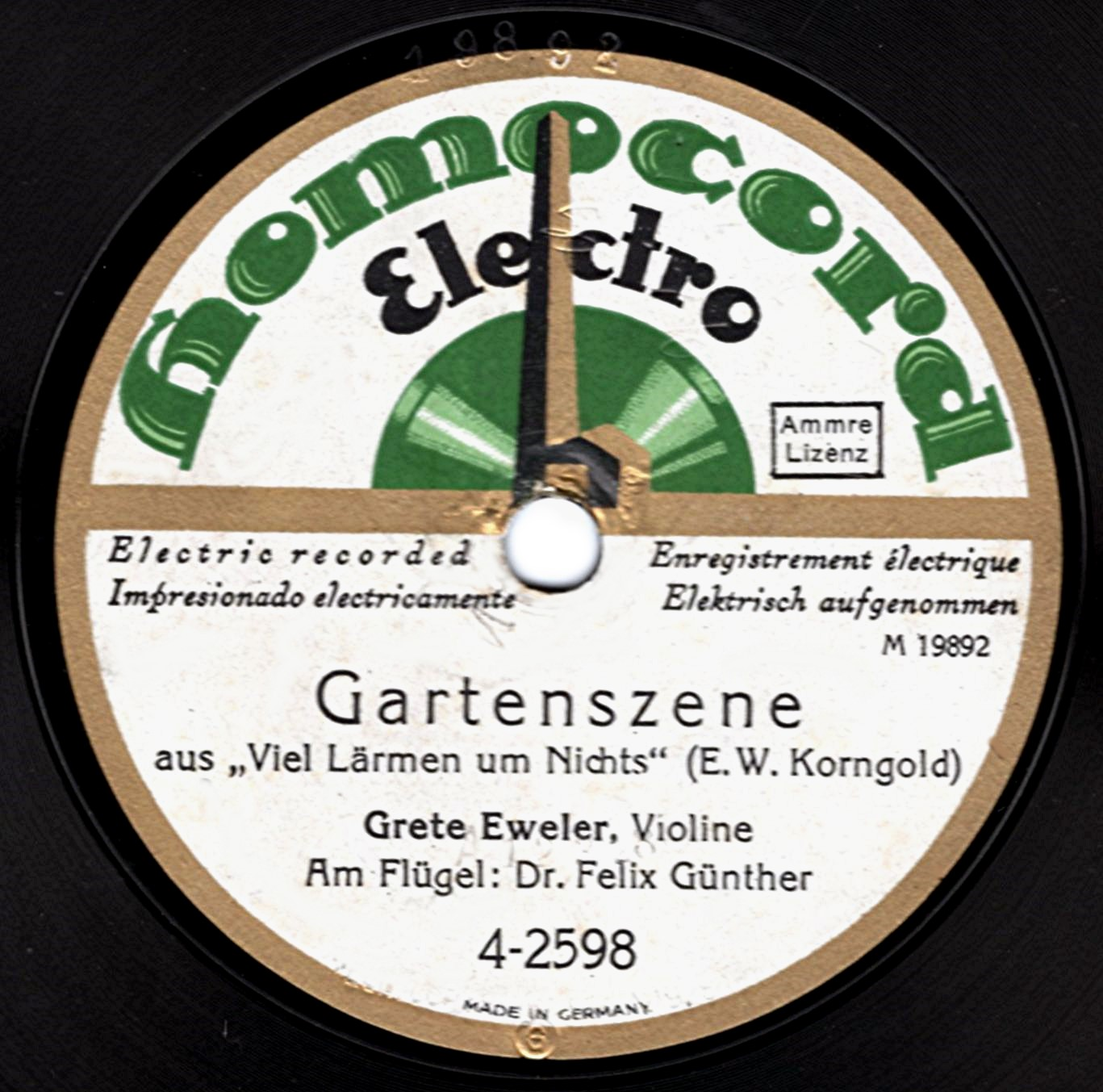
Grete Eweler spielt die Gartenszene aus Viel Lärmen um Nichts von Erich Wolfgang Korngold (Homocord, 1928)

## Diskografie (Auswahl)
- Franz Lehár: Friederike : Großes Potpourri – Grete Eweler mit ihrem Orchester – Aufgenommen in Berlin (April 1929). (Homocord)[10]
- Paderewski-Kreisler: Menuett in G-Dur Op. 14,1 – Grete Eweler (Violine), Felix Günther (Piano)[11]
- Ludwig van Beethoven: Scottish Songs, Op. 108 for one or more voices with accompaniment for Piano, Violin and Cello: No. 19 – „Wie gleitet schnell das leichte Boot“ – Besetzung: Dietrich Fischer-Dieskau · Michael Raucheisen · Grete Eweler-Froboese · Irmgard Poppen · Herbert Froitzheim · RIAS Kammerchor – Aufgenommen in Berlin (1952)[12]